# Joseph A. Dellinger
| 51415 Tovinder       | 15 marzo 2001     |
| 54820 Svenders       | 11 luglio 2001    |
| 55276 Kenlarner      | 16 settembre 2001 |
| 65363 Ruthanna       | 7 agosto 2002     |
| 72596 Zilkha         | 21 marzo 2001     |
| 77166 McKaye         | 15 marzo 2001     |
| 78816 Caripito       | 4 agosto 2003     |
| 84340 Jos            | 2 ottobre 2002    |
| 88297 Huikilolani    | 11 luglio 2001    |
| 90481 Wollstonecraft | 16 febbraio 2004  |
| 95782 Hansgraf       | 24 marzo 2003     |
| 95802 Francismuir    | 31 marzo 2003     |
| 111661 Mamiegeorge   | 16 gennaio 2002   |
| 111818 Deforest      | 17 febbraio 2002  |
| 114689 Tomstevens    | 28 marzo 2003     |
| 120120 Kankelborg    | 28 marzo 2003     |
| 127005 Pratchett     | 1º aprile 2002    |
| 156990 Claerbout     | 28 maggio 2003    |
| 211172 Tarantola     | 2 maggio 2002     |
| 235837 Iota          | 19 dicembre 2004  |
| 331785 Sumners       | 26 aprile 2003    |
| 377144 Okietex       | 30 agosto 2003    |

Joseph A. Dellinger (1961) è un astronomo amatoriale statunitense, di professione geofisico.
Autore di ricerche sulla propagazione delle onde anisotrope nell'esplorazione del sottosuolo, deve tuttavia la sua notorietà alla sua attività presso il Fort Bend Astronomy Club di Stafford in Texas.
Il Minor Planet Center gli accredita la scoperta di settantasette asteroidi, effettuate tra il 2000 e il 2009, di cui trentaquattro in collaborazione con altri astronomi: Dan Beaver, Dennis Borgman, William G. Dillon, Max Eastman, Paul G. A. Garossino, Cynthia Gustava, Andrew Lowe, Keith Rivich, Paul Sava, Carl Sexton, e Don J. Wells.
Gli è stato dedicato l'asteroide 78392 Dellinger.